# 베싸이다의 소경

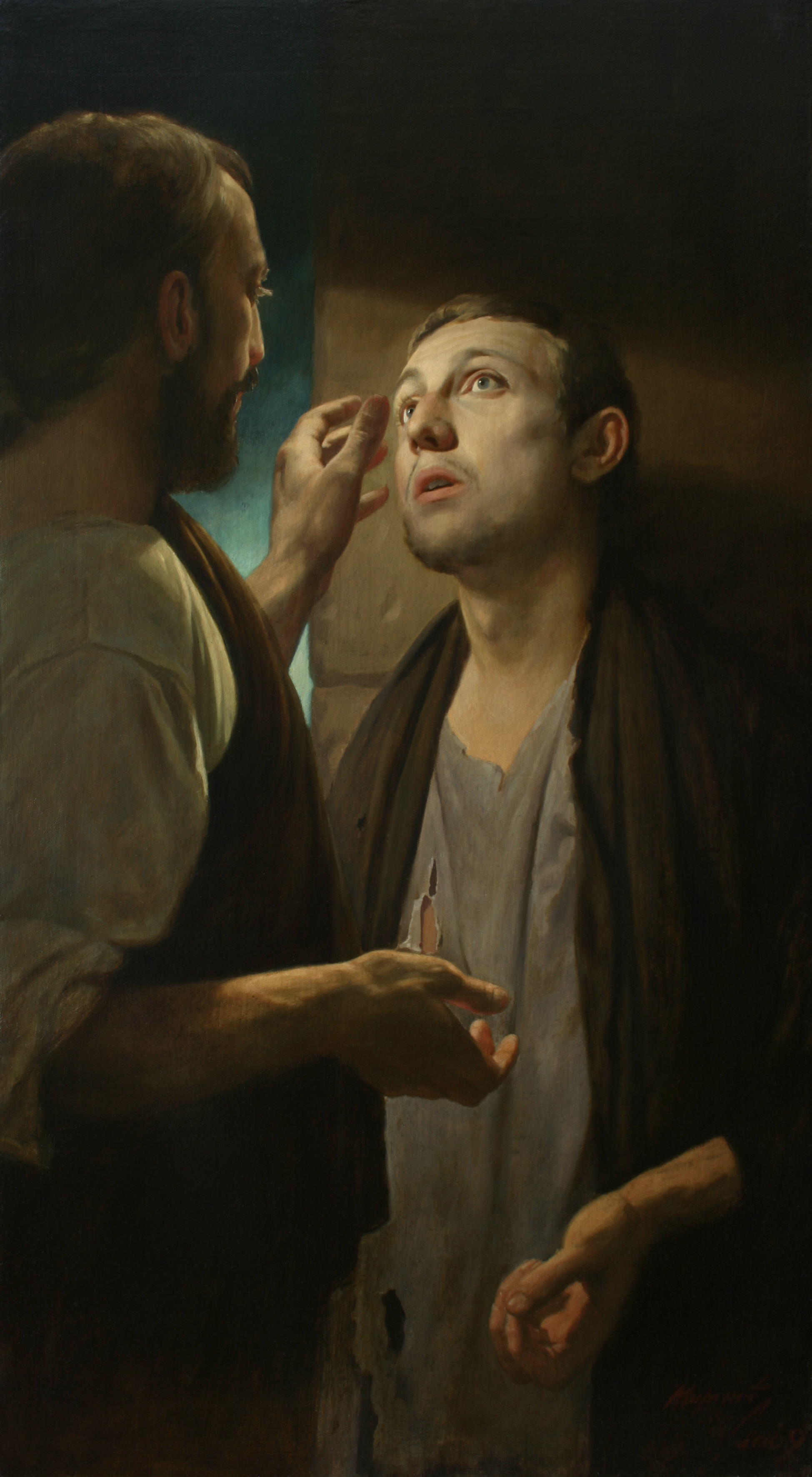
소경을 고치는 예수, A. 미로노프

베싸이다(공동번역), 벳사이다(가톨릭), 벳새다(개신교)의 소경은 예수의 기적중 하나로, 마가복음 8:22-26에서만 찾아볼 수 있는 내용이다. 베싸이다의 정확한 위치는 아직 논쟁중에 있지만, 일반적으로 갈릴래아 호수의 북쪽 호반에 위치한 베싸이다 율리아로 비정된다.
마가의 증언에 의하면 예수 그리스도가 베싸이다로 왔을 때, 한 맹인을 고쳐줄 것을 요청받는다. 예수는 그 사람의 손을 붙잡고 마을 밖으로 나가서, 그의 눈에 침을 바르고 손을 얹는다. 그러자 맹인은 "나무 같은 것들이 걸어 가는 것"을 본다고 말하고, 예수가 눈에 손을 다시 얹자 눈이 밝아지게 된다. 예수는 곧 "저 마을로는 돌아가지 말라"고 명하는데, 킹 제임스 성경에는 "마을에 있는 아무에게도 말하지 말라"는 말이 덧붙여져있다. 비록 이 사건이 마가복음에서만 등장하지만, 예수가 치유를 위해 축복을 두번이나 했다는 사실을 초기 기독교인들이 달가워하지 않았을 것이 분명하므로, 당혹성의 기준을 따르면 본 사건이 사실일 확률이 매우 높다. 베다 베네라빌리스는 "이 기적으로 그리스도는 영적으로 맹인된 상태가 얼마나 심각한 일인지, 여러 단계를 차례대로 거치고 난 후에야 신성한 지식의 빛에 가까이 올 수 있다는것을 가르쳐주고 있다"고 주장한다.
신약성경은 베싸이다에서 일어난 기적으로 누가복음 9:16의 오병이어 기적만을 언급하고 있다. 그러나 요한복음 21:25에서는 예수의 기적이 모두 기록되지는 않았다고 명시하고 있다.
마태복음 11:21에서 예수는 "너희에게 행한 권능"들에도 불구하고 믿지 않는 베싸이다에 화가 있을 것이라고 말한다. 감리교의 창시자 존 웨슬리는 예수가 베싸이다의 소경을 고치기 전에 "완고한 불신자인 베싸이다의 시민들에 대한 공의로운 불쾌감"을 가지고 마을에서 데리고 나온 것이라고 말한다.

## 같이 보기
- 예수의 공생애
- 예수의 비유
- 신약 속 예수의 삶
- 예리고 장님 치료